# Marcel Piérart
Marcel Piérart (* 25. Oktober 1945 in Tertre, Saint-Ghislain) ist ein belgischer Klassischer Philologe und Althistoriker.

## Leben
Er erwarb 1967 ein Lizenziat in Philologie Classique an der Université de Liège, 1968 die Agrégé Enseignement Secondaire supérieur und 1972 das Doktorat in Philosophie et Lettres. In Lüttich forschte er von 1968 bis 1972 am Fonds de la recherche scientifique und 1972 bis 1976 an der École française d’Athènes. In Freiburg im Üechtland lehrte er als Professor für Klassische Philologie (1976–1989) und alte Geschichte (1989–2015). Am 1. August 2015 wurde er emeritiert. Zeitweise war er Visiting Mellon Professor (Institute for Advanced Study, 1994–1995). Gastprofessor (Löwen Februar–März 1998), Gastprofessor Poznań (Mai 1994, Mai 1998, Mai 2003).
Er war Vizerektor, 1983–1987, Dekan der Geisteswissenschaften, 1982–1983, 2001–2003 Präsident der Commission romande des 3e cycles des lettres (1990–1998) und Mitglied des Stiftungsrats des Schweizerischen Nationalfonds, 1999–2007. Er nahm seit 1974 an den Ausgrabungen der Französischen Archäologischen Schule in Argos teil.
Er ist Mitglied der Redaktionskommission Les Etudes Classiques (Namur) und Ancient society (Löwen). Er empfing 1973 den Prix de l’Académie royale de Belgique.
Der Sohn von Pol und Gabrielle (Smal) Piérart war seit dem 8. Mai 1969 bis zur Scheidung Februar 2007 verheiratet mit Christiane Thonnard (Kinder: Isabelle, Geneviève, Dominique, Anne) und heiratete am 9. August 2008 Isabelle Tassignon.

## Schriften (Auswahl)
- Platon et la Cité grecque. Théorie et réalité dans la Constitution des Lois (= Mémoire de la Classe des Lettres. Académie Royale de Belgique. Ser. 2. Band 62,3). Académie Royale de Belgique, Brüssel 1974, OCLC 470839759 (zugleich Dissertation, Liège 1972).
  - Platon et la Cité grecque. Théorie et réalité dans la Constitution des Lois (= Anagôgê. Band 3). 2. Auflage, Les Belles Lettres, Paris 2008, ISBN 978-2-251-18107-3 (zugleich Dissertation, Liège 1972).
- als Herausgeber mit Olivier Curty: Historia testis. Mélanges d’épigraphie, d’histoire ancienne et de philologie. Offerts à Tadeusz Zawadzki (= Seges. Études et textes de philologie et littérature. N.F.. Band 7). Éd. Univ. Fribourg Suisse, Fribourg 1989, ISBN 2-8271-0440-7.
- als Herausgeber: Polydipsion Argos. Argos de la fin des palais mycéniens à la constitution de l’Etat classique; Fribourg Suisse, 7–9 mai 1987. Études. (= Bulletin de correspondance hellénique. Supplément. Band 22). de Boccard, Paris 1992, ISBN 2-86958-041-X.
- als Herausgeber: Aristote et Athènes. Fribourg (Suisse) 23–25 mai 1991. Aactes de la Table Ronde Centenaire de l’Athēnaiōn Politeia. Aristoteles and Athens. Séminaire d’histoire ancienne de l’Université de Fribourg, Fribourg 1993, ISBN 2-7018-0073-0.
- mit Gilles Touchais: Argos. Une ville grècque de 6000 ans. CNRS Ed., Paris 1996, ISBN 2-84272-003-2.
- als Herausgeber mit Véronique Dasen: Idia kai dēmosia. Les cadres «privés» et «publics» de la religion grecque antique. Actes du IXe colloque du Centre International d’Étude de la Religion Grecque (CIERGA), tenu à Fribourg du 8 au 10 septembre 2003 (= Kernos. Supplementband 15). Centre International d’Étude de la Religion Grecque Antique, Liège 2005, OCLC 185213815.